# David Geffen
David Lawrence Geffen (Nova Iorque, 21 de fevereiro de 1943) é um magnata dos negócios, produtor, executivo de filmagens e filantropo norte-americano. Geffen criou ou co-criou a Asylum Records em 1970, Geffen Records em 1980, DGC Records em 1990, e DreamWorks SKG em 1994. Como filantropo, fez doações à David Geffen School of Medicine at UCLA e outras instituições de educação e pesquisa.

## Prêmios e honrarias
Geffen foi um dos recipientes do Prêmio Ahmet Ertegun do Rock and Roll Hall of Fame. Geffen ganhou o Prêmio de Mérito do Presidente por "incríveis contribuições à indústria musical" da Academia Nacional de Artes e Ciências de Gravação durante o Grammy Awards de 2011.